# مارا توريس
مارا توريس (بالإسبانية: Mara Torres)‏ هي صحفية ومقدمة تلفزيونية إسبانية، ولدت في 25 سبتمبر 1974 في مدريد في إسبانيا.

## وصلات خارجية
- مارا توريس على موقع IMDb (الإنجليزية)